# Avsked (film)
Avsked ( おくりびと Okuribito) är en japansk film från 2008, regisserad av Yōjirō Takita. Den belönades med en Oscar i kategorin Bästa icke-engelskspråkiga film.

## Handling
Cellisten Daigo Kobayashi förlorar sitt arbete i en orkester och flyttar tillbaka till sin hemstad. Han börjar arbeta på en liten firma som utför nōkan ("kistläggning"),  en äldre japansk tradition där man rituellt klär och förbereder en död och sedan lägger i kista. Han vill inte berätta det för sin fru eftersom jobbet anses tabu i Japan. Hon upptäcker det och lämnar honom. Hon återkommer efter några månader och berättar att hon är gravid och förväntar sig att han ska sluta jobba med kistläggning, men det vill han inte göra. Hans väns mor, som drev det lokala badhuset, avlider och han tar hand om hennes kvarlevor inför sin vän och sin hustru. Det blir en så vacker ceremoni att de får förståelse för hans arbete. 

### Slutscener
Senare får han veta att hans far, som han inte haft någon kontakt med, också har avlidit. Begravningsentreprenörerna behandlar fadern på ett oceremoniellt vis och Daigos fru Mika förklarar med stolthet att hennes make är en nōkanshi (kistläggare). Han tar själv hand om faderns kvarlevor och finner i hans hand det sista årliga stenbrev, som han givit fadern som liten i utbyte mot faderns stora sten. Minnen sköljer över honom och han trycker det släta stenbrevet mot Mikas gravida mage.

## Rollista
- Masahiro Motoki som Daigo Kobayashi
- Ryoko Hirosue som Mika Kobayashi
- Kazuko Yoshiyuki som Tsuyako Yamashita, en kvinna som driver ett sentō (japanskt badhus).
- Tsutomu Yamazaki som Shōei Sasaki, chef på kistläggningsfirman.
- Kimiko Yo som Yuriko Uemura, anställd på kistläggningsfirman.
- Takashi Sasano som Shōkichi Hirata, stamgäst på Tsuyakos sentō.
- Tetta Sugimoto som Yamashita, son till Tsuyako, Daigos gamla klasskompis.
- Toru Minegishi som Toshiki Kobayashi, Daigos far.
- Tarō Ishida som Mr. Sonezaki, orkesterägare.